# U.S. Gold
U.S. Gold était une entreprise britannique de développement et d'édition de jeux vidéo du début des années 1980 jusqu'au milieu des années 1990. La plupart de ses titres ont été édités sur diverses plates-formes : 8-bits, 16-bits et 32-bits.

## Historique
Dans les années 1960, Geoff Brown devient passionné d’ordinateur après avoir travaillé comme programmeur sur des ICL1900 pour British Leyland. Devenu professeur d’anglais et musicien professionnel, il s’achète un Atari 800 en 1982 et, après avoir essayé quelques jeux développés au Royaume-Uni, il découvre le magazine Compute! et les jeux vidéo américains. Impressionné par leur qualité par rapport aux jeux britanniques, il en fait la démonstration au gérant du Currys de Birmingham qui se montre intéressé par le jeu Galactic Chase. Geoff lui explique alors être le distributeur exclusif du jeu dans le pays, ce qui était un mensonge, et le gérant lui passe une commande. Geoff contact alors les développeurs du jeu aux États-Unis et en commande cent exemplaires à crédit. Après les avoir reçus, il les livre à Currys, puis paye les développeurs avec l’argent ainsi récolté. Convaincu par cette expérience, il décide de fonder sa société qu’il baptise initialement Softcell. À la suite de la promotion du gérant du magasin avec lequel il fait affaire, Geoff devient le fournisseur officiel de jeux américains pour toutes les boutiques Currys du Royaume-Uni. À la même époque, une société américaine appelé Softcell l’attaque en justice pour avoir volé leur nom, ce qui pousse Geoff à rebaptiser sa société CentreSoft Distribution. Celle-ci se développe alors très rapidement et Geoff quitte son emploi de professeur pour se consacrer à plein temps à la distribution de jeux vidéo. Il est pour cela aidé par sa femme, Anne, qui s’occupe de l’aspect commercial pendant qu’il recherche les jeux pouvant intéresser le marché britannique. La croissance de CentreSoft est alors exponentielle et l’entreprise ne tarde pas à devenir le plus gros distributeur de jeu vidéo du pays.
Initialement, la société ne distribue que des jeux Atari importés des États-Unis, mais Geoff souhaite également en publier sous son propre label et il décide donc de traverser l’Atlantique pour aller à la rencontre de développeurs et d’éditeurs de jeux vidéo. Il y rencontre Bruce Carver, le directeur d’Access Software, qui s’apprête alors à publier un nouveau jeu, Beach Head. Impressionné par la qualité de ce dernier, Geoff le convainc de lui céder les droits pour le publier au Royaume-Uni. En parallèle, Geoff créé le label US Gold qui ne tarde pas à se faire connaitre grâce à l’énorme succès de Beach Head, qui se vend à plus d’un million d’exemplaires. US Gold publie ensuite les deux suites de Beach Head, Raid Over Moscow et Beach Head 3, et bientôt, la société publie plusieurs jeux par mois et achète jusqu’à dix pages de publicités dans les principaux magazines de jeu vidéo de l’époque. Il devient ainsi l’éditeur le plus prolifique d’Europe en ne publiant que des jeux importés des États-Unis. La situation change lorsque Geoff décide de profiter du marché en pleine croissance des jeux ZX Spectrum en investissant dans le développement afin de porter les jeux Atari et Commodore 64 américains sur la console britannique. Il décide pour cela de faire appel à Ocean Software, un des plus gros fournisseurs de CentreSoft au Royaume-Uni, avec qui il signe un accord qui leur confie le développement de ces adaptations en échange de part dans sa société. Bien que la relation entre US Gold et Ocean soit compliqué, l’accord se révèle payant pour les deux sociétés qui vont ainsi dominer le marché britannique pendant plusieurs années. US Gold travail alors avec de nombreux développeurs et éditeurs à travers le monde, incluant Epyx, Acess Software, Datasoft, Cosmi Corporation, Microprose, LucasArts, Synapse, Strategic Simulations, Origin Systems, Artech Digital Entertainment, Accolade, Atari, Sega, Capcom et de nombreux développeurs britanniques. 
US Gold est finalement racheté par Eidos Interactive en 1997 qui abandonne ensuite ce label. CentreSoft reste cependant l’un des plus importants distributeurs de jeux vidéo au Royaume-Uni.